# エーゼット
株式会社エーゼット（英: AZ Co., Ltd.）は、東京都港区に本社を置く日本の飲食店運営会社。
設立当時は、芸能プロダクション「AZ ENTERTAINMENT」の経営を行っていたが、現在は飲食店「韓風肉料理イマサラ」の運営のみを行っている。

## 沿革
- 2004年6月 - 宗成輝が、東京都港区六本木4-9-5 六本木ISOビル8Fに芸能プロダクション「AZ ENTERTAINMENT」の経営を主たる事業として設立。
- 2006年2月 - 国内最大級の音楽オーディションと謳った「NEW STAR AUDITION〜ニュースターオーディション〜」の開催を告知。
- 2008年9月 - 飲食事業に参入。東京都港区麻布十番に「韓風肉料理イマサラ 麻布十番本店」をオープン[2]。
- 2009年6月 - 本社を東京都港区麻布台3-1-4 第二妹尾ビル5Fに移転。
- 2011年2月 - 東京都港区海岸に「韓風肉料理イマサラ 浜松町店」をオープン[2]。

## 概要
韓風肉料理イマサラ
- 看板メニューは「もや鍋」。
- アドバイザーには、作詞家の秋元康も参加している[2]。秋元康は「イマサラ」の他にも、「西麻布イマドキ」や「白金imakara」、株式会社office48社長・芝幸太郎が経営する「六本木イマカツ」といった「イマ」の付く料理店の名付け親でもある。
- 雑誌（東京ウォーカー、BRIO、CLASSY、東京カレンダー、SPA!）やテレビ番組（ぴったんこカン・カン、サプライズ、恋愛百景）で紹介されたことがある[2]。他にも、お笑いタレントの渡部建（アンジャッシュ）[3]、タレントの大原かおり[4]や春名亜美[5]、ファッションモデルのMALIA[6]、元モデルの金澤ゆう[7]など多数の芸能人のブログでも紹介されたことがある。

AZ ENTERTAINMENT（※事実上の解散状態）
- ウェブサイトの最終更新日が2009年6月30日で止まったままであり、掲載されている所属タレントも他の芸能事務所へ移籍していることから、事実上の解散状態である。尚、当時AZで大堀恵のマネージャーを務めていた金成徳は、グラビアアイドル・田代さやかの2010年7月26日付ブログに登場し、株式会社ホリプロに移籍してることが確認された[8]。大堀恵自身も2010年3月25日にホリプロへ移籍している。
- 設立当初の事業内容には、「在日韓国・朝鮮人アーティスト・タレントのマネジメント」といった記載があったが、女性アイドルグループAKB48のメンバーが所属してからしばらく経つと、当該記載は消去された。
- 2006年2月にエーゼットが主催した「ニュースターオーディション」は、2006年7月に竹内綾乃がグランプリを受賞した。当該オーディションは、新人アーティスト発掘を目的とし、芸能プロダクションと契約をしていない者を応募条件に入れ、グランプリ受賞者にはCDメジャーリリース、2006年冬劇場公開の映画主題歌への起用、ラジオ・テレビ・雑誌などメディアへの出演、ライブ・イベントへの出演、アーティスト専属契約が約束されていたものであった[9]。しかし、一切何も実施されないまま現在に至っている。グランプリに選ばれた竹内綾乃は当時既に東芝EMIからCDデビューしており、他の芸能プロダクションにも所属している状態であったのが原因として考えられるが、詳細は不明である。審査員には、 俳優の今井雅之などが参加していた。
- かつて所属していた木村至信BANDの新曲リリース発表記者会見時には、俳優の嶋大輔とプロレスラーの永田裕志が事務所を訪れたことがある[10]。
- 2005年〜2006年にかけて、「日本を含め韓国や中国など、アジア全土でのプロモーションを実施」と約束した「AZ所属俳優･タレントオーディション」を開催していた[11]。

## かつて所属していたタレント
- KING
- 星野みちる（別名：五井道子）
- 大堀恵
- 郷志郎 - 劇団きんかん屋に所属
- 大咲七海
- 佐藤なおみ
- 木村至信BAND